# 100% (Sonic Youth)
100% è un singolo del gruppo musicale statunitense Sonic Youth, pubblicato nel 1992 come primo estratto dal settimo album in studio Dirty. Scritta dai Sonic Youth, la canzone tratta dell'omicidio di Joe Cole, un amico della band, ucciso durante una rapina il 19 dicembre 1991.

## Registrazione
La canzone fu registrata all'inizio del 1992 al Magic Shop di New York da Butch Vig e i Sonic Youth. Vig fu anche l'ingegnere del suono, con l'assistenza di Edward Douglas.

## Accoglienza
Greg Kot del Chicago Tribune lodò la canzone come "un grande singolo". Dele Fadele di NME disse che la canzone "introduce perfettamente il tono di Dirty' politico e romantico per il rock n roll classico - un Exile On Main Street per gli anni novanta". Scott Hreha di Pitchfork apprezzò il testo di "100%", descrivendo la canzone, assieme a  "JC", come "un tributo elegiaco agli amici assassinati". Uncut lodò la natura adatta alle radio della canzone, descritta come un "contagioso grunge-pop".

## Performance in classifica
Negli Stati Uniti, "100%” debuttò al 22º posto nella classifica Alternative Airplay del 18 luglio 1992. Nel giro di cinque settimane la canzone raggiunse la quarta posizione, divenendo il brano dei Sonic Youth a raggiungere la posizione più alta. La canzone trascorse complessivamente 13 settimane in classifica.

## Video musicale
Il video musicale di "100%" fu diretto da Tamra Davis e Spike Jonze e filmato a Los Angeles. La maggior parte di esso fu filmato da Jonze mentre viaggiava su uno skateboard, seguendo gli altri nelle strade (incluso l'allora skateboarder, ora attore Jason Lee). Il video allude anche all'omicidio di Cole ma non tratta nello specifico di esso ma più dell'amicizia tra due skateboarder. I Sonic Youth vengono mostrati suonare a una festa casalinga nel corso del filmato. Kim Gordon suona un basso Fender giallo, che prese in prestito dall'attore Keanu Reeves.

### Ban
Nel video Kim Gordon indossa una maglietta contraffatta dei Rolling Stone con la scritta “Eat me” sul davanti. Questa frase (mangiami) fu giudicata oscena da MTV, che bandì il video dal network.

## Versioni dal vivo
Il 4 settembre 1992 i Sonic Youth suonarono la canzone al Late Night with David Letterman.

## Cover
I Mantar pubblicarono una cover di “100%” nel loro quarto album in studio, Grungetown Hooligans II (2020). Matthis Van Der Meulen diresse il video della canzone, che rende omaggio a quello originario pubblicato dai Sonic Youth.

## Tracce e formati
- Vinili 12" e 10", cassetta e CD singolo

1. "100%" (versione LP) – 2:28
2. "Crème Brûlée" (versione LP) – 2:33
3. "Genetic"  – 3:34
4. "Hendrix Necro"  – 2:49

- Vinile 7"

1. "100%" (versione LP) – 2:28
2. "Crème Brûlée" (versione LP) – 2:33